# خدمة الإحالة الإلكترونية
خدمة الإحالة الإلكترونية NHS (ERS) هي نظام إحالة إلكتروني تم تطويره لمركز معلومات الرعاية الصحية والاجتماعية بواسطة استشارات تكنولوجيا المعلومات BJSS. يتم استخدامه من قبل NHS England واستبدلت خدمة الاختيار والحجز في 15 يونيو 2015. يهدف إطلاق خدمة الإحالة الإلكترونية إلى أن يكون خطوة نحو تحقيق الإحالات غير الورقية في NHS باللغة الإنجليزية.

## خلفية تاريخية
تم تأجيل تاريخ الإصدار لمدة سبعة أشهر من ذلك المعلن في الأصل بعد أن فشل في تقييم الخدمة الرقمية الحكومية. عندما تم إطلاق النظام، كان هناك 33 «مشكلة معروفة». بدأ تشغيل النظام يوم الاثنين 15 يونيو 2015، ولكن في 17 يونيو تم إغلاقه ولجأ الأطباء في جميع أنحاء إنجلترا إلى أجهزة الفاكس لإحالة المرضى. بعد الإطلاق، واجه النظام العديد من الانقطاعات في الأسابيع الأولى له.  في يوليو 2015، تم نصح المستخدمين بالتبديل إلى جوجل كروم لتقليل وقت التحميل البالغ أربع دقائق إلى 50 ثانية. من بين 28 مشكلة معروفة في ذلك التاريخ، هناك 23 مشكلة لها حل بسيط يمكن استخدامه ونشره على الموقع، وفقًا لمركز معلومات الرعاية الصحية والاجتماعية.
كانت 19 شركة Trusts تستخدم النظام بالكامل. اعتبارًا من أكتوبر 2018، سيتم استخدامه لجميع إحالات العيادات الخارجية، ومن المؤمل أن يؤدي ذلك إلى خفض عدد المواعيد الفائتة إلى النصف وتحقيق وفورات لا تقل عن 50 مليون جنيه إسترليني.

## نظام العمليات
تدعم خدمة الإحالة الإلكترونية NHS الإحالات إلى الرعاية الثانوية من قبل الممارسين العامين. يسمح للمستخدمين باختيار تاريخ ووقت الموعد. 

## الروابط الخارجية
- خيارات NHS - ما هي خدمة الإحالة الإلكترونية NHS
- الأسئلة الشائعة حول مواعيد حجز خدمة الإحالة الإلكترونية NHS